# Roberto Alfonso Cañón
Roberto Alfonso Cañón Alvarado (Bogotá, 2 de abril de 1969-Ibidem, 2 de septiembre de 2019) fue un futbolista colombiano. Jugó como volante en Santa Fe, Independiente Medellín, Cúcuta Deportivo y Atlético Bucaramanga. 
Falleció el 2 de septiembre de 2019 a los 50 años tras sufrir una accidente cerebral por el que fue ingresado cinco días antes.
Era hijo del máximo ídolo de Santa Fe, Alfonso Cañón.

## Trayectoria

### Inicios
Hijo de  Alfonso Cañón, Roberto Alfonso Cañón empezó a jugar fútbol en Bogotá. Hizo parte de Maracaneiros y de las inferiores de Independiente Santa Fe, equipo del cual fue hincha y en el cual debutó en el año 1987.

### Santa Fe
Su debut como futbolista profesional fue en septiembre de 1987 frente al Deportes Quindío. Con el paso del tiempo, Roberto Alfonso se fue afianzando en la nómina titular del conjunto cardenal. En 1990, fue determinante para la clasificación de Santa Fe a las finales del Campeonato Colombiano, cuando anotó un gol de tiro libre frente al Independiente Medellín, que ayudó a que Santa Fe lo eliminara y siguiera en la competencia. Roberto demostró en el conjunto cardenal que era un buen jugador ya que además de buenos pases y un buen golpeo de balón, era un volante que tenía buena llegada hacia el arco contrario, ya que anotó una buena cantidad de goles. En Santa Fe siguió jugando alternando la titularidad con la suplencia y después de 7 años, 208 partidos y 45 goles anotados, Alfonso Cañón Jr deja al equipo de sus amores para ir a jugar al Deportivo Independiente Medellín. 

### Medellín, Cúcuta y Bucaramanga
Después de su etapa en Santa Fe, se fue a jugar al Deportivo Independiente Medellín, donde jugó algunos partidos. Sin embargo, prefiero cambiar de equipo para jugar más, luego se fue al Cúcuta Deportivo, donde figuraron en la nómina titular y tuvo buenos partidos. Finalmente, llega al Atlético Bucaramanga donde jugó un par de años y se retiraron del fútbol profesional. 

### El fútbol en su familia
Roberto Alfonso, hizo parte de una familia donde hubo más jugadores profesionales. Su padre, Alfonso Cañón, fue considerado el mejor jugador de la historia de Independiente Santa Fe, club donde fue figura, goleador e ídolo. Además, su padre es el máximo goleador histórico del club cardenal ciento cuarenta y seis goles, y el jugador con más partidos disputados con quinientos cinco, y también fue tricampeón con Santa Fe luego de ganar los Campeonatos de 1966, 1971 y 1975. Además, su tío José Miguel Cañón, también jugó en Santa Fe entre 1971 y 1973, siendo un jugador destacado, que ganó el Campeonato en 1971. 

## Clubes
| Club                   | País     | Año       |
| ---------------------- | -------- | --------- |
| Santa Fe               | Colombia | 1987-1994 |
| Independiente Medellín | Colombia | 1995      |
| Cúcuta Deportivo       | Colombia | 1996      |
| Atlético Bucaramanga   | Colombia | 1997      |

## Palmarés

### Campeonatos nacionales
| Título        | Club     | País     | Año  |
| ------------- | -------- | -------- | ---- |
| Copa Colombia | Santa Fe | Colombia | 1989 |